# Бледный конолоф
Бледный конолоф (лат. Conolophus pallidus), или друзоголов — вид семейства игуановых (Iguanidae). Обитает исключительно на острове Санта-Фе в группе Галапагосских островов.

## Описание

### Внешний вид
Длина тела от 1 до 1,2 метра. Внешний вид описан в описании рода конолофы.

### Места обитания
Обитает на каменистых склонах с изреженной ксерофитной растительностью. Живёт в норах.

### Питание
Кормится различными растениями, в частности цветами и побегами кактусов.

### Размножение
Спаривание бледных конолофов наблюдалось с середины августа до середины октября. В это время образуются крупные (до 200 особей) гнездовые скопления самок, которые мигрируют на расстояние до 1,5 км. Пары остаются вместе около двух недель. В кладке до 10 яиц, откладываемых в норах или закапываемых в почву. Самки охраняют свои кладки. Молодые игуаны появляются в феврале и постепенно расселяются по острову.

### Естественные враги
Друзоголовы уязвимы в основном в молодом возрасте. В этот период они являются лёгкой добычей хищников, главным образом галапагосского канюка. У взрослых конолофов отсутствуют естественные враги.

## Бледный конолоф и человек
В 1988 году численность вида была стабильной. Занесён в Красную книгу МСОП.